# Daniel Mesguich

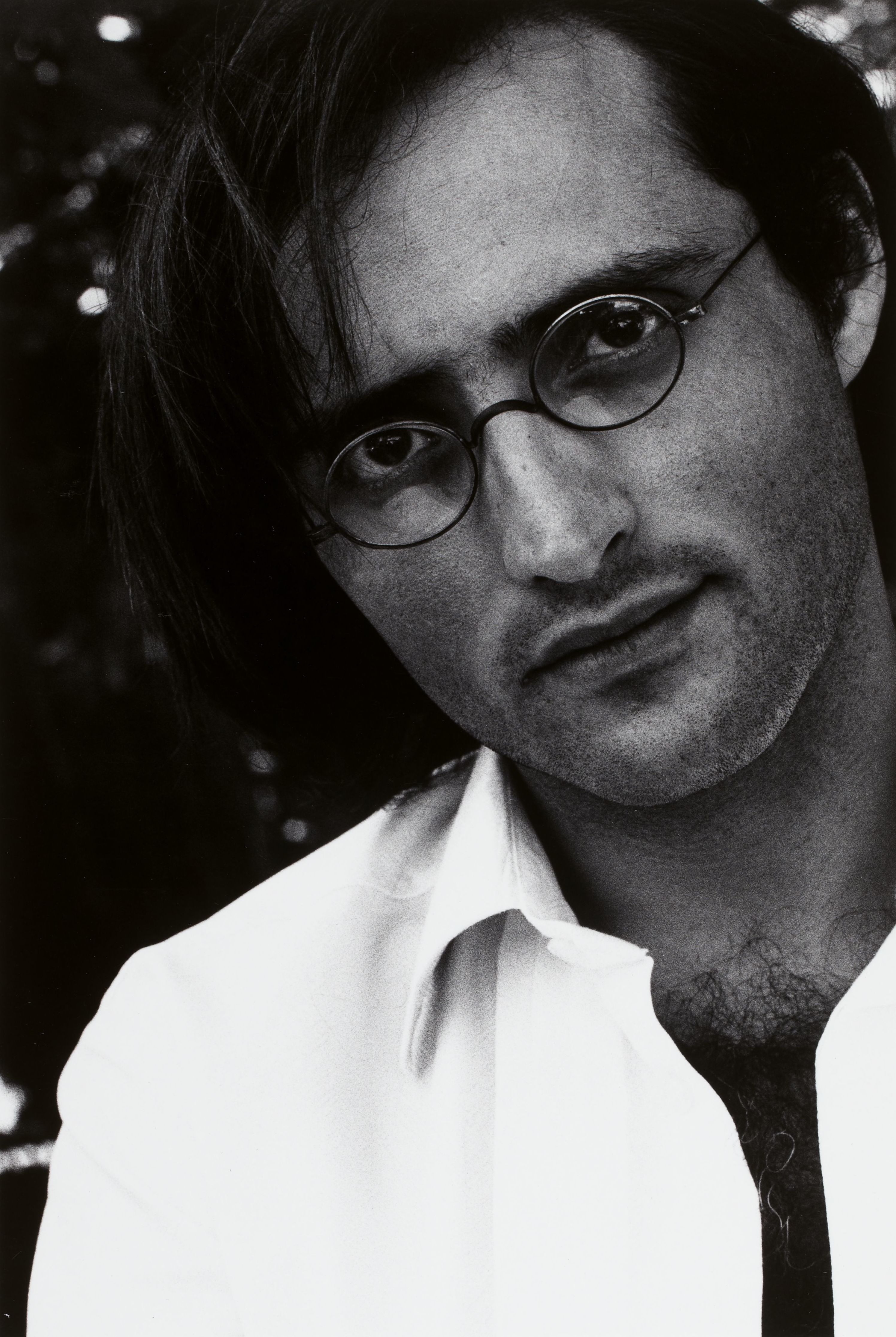
Daniel Mesguich

Daniel Mesguich (* 15. Juli 1952 in Algier) ist ein französischer Schauspieler, Film-, Theater- und Opernregisseur.
Auf Empfehlung von Marie-France Pisier erhielt Daniel Mesguich, der sich bisher am Theater einen Namen gemacht hatte, 1978 eine Rolle von François Truffaut in dessen Film Liebe auf der Flucht. Im gleichen Jahr erhielt er die männliche Hauptrolle des Napoléon Bonaparte in der TV-Serie Joséphine. Seitdem trat er neben Romy Schneider in Die Bankiersfrau und neben Isabelle Adjani in Quartett auf. Der Durchbruch zum Filmstar gelang ihm nicht, doch er gilt in Frankreich als Theatergröße. Zu seiner letzten größeren Filmrollen gehören 1998 der Lieutenant Coudein in Das Floß der Medusa und der König als Partner von Catherine Deneuve im Hollywood-Spektakel The Musketeer (2001).
Mesguich war von 2007 bis 2013 Leiter des Conservatoire national supérieur d’art dramatique in Paris.

## Filmografie
- 1978: Ohne Datenschutz (Le Dossier 51)
- 1978: Molière (Molière)
- 1979: Liebe auf der Flucht (L'amour en fuite)
- 1979: Die Liebe einer Frau (Clair de femme)
- 1980: Die Bankiersfrau (La banquière)
- 1981: Quartett (Quartet)
- 1982: Die Inseln (Les Îles)
- 1982: Die schöne Gefangene (La belle captive)
- 1983: Schattenmund (Les mots pour le dire)
- 1989: Die Junggesellin (La garçonne)
- 1990: Das Floß der Medusa (Le Radeau de la Méduse)
- 1995: Jefferson in Paris
- 2003: Der Tango der Rashevskis (Le tango des Rhashevski)
- 2003: Eine Affäre in Paris (Le divorce)
- 2012: Le Capital
- 2021: Alles ist gut gegangen (Tout s’est bien passé)